# سیال با رفتار توانی
در مکانیک محیط‌های پیوسته ، یک سیال با رفتار توانی یا رابطه‌ی Ostwald-de Waele ، نوعی سیال نیوتنی تعمیم یافته ( سیال غیرنیوتنی مستقل از زمان) است که تنش برشی ، τ ، برای آن از رابطه زیر به دست می‌آید:
که در آن:
- K is the flow consistency index (SI units Pa sn),
- ∂u/∂y is the shear rate or the velocity gradient perpendicular to the plane of shear (SI unit s−1), and
- n is the flow behavior index (dimensionless).

کمیت
ویسکوزیته ظاهری یا مؤثر را به عنوان تابعی از نرخ برش نشان می‌دهد (با واحد SI: Pa s). مقدار K و n را می توان از نمودار  و  به دست آورد. شیب خط وقتی که مقدار n محاسبه شده باشد، مقدار n-1 را به دست می آورد. همچنین با قرار دادن  مقدار K به دست می آید.
این مقدار همچنین به عنوان قانون توان Ostwald – de Waele   شناخته می شود، این رابطه ریاضی به دلیل سادگی آن مفید است، اما فقط به طور تقریبی رفتار یک سیال غیر نیوتنی واقعی را توصیف می کند. به عنوان مثال، اگر n کمتر از یک باشد، قانون توان پیش بینی می کند که ویسکوزیته موثر با افزایش نرخ برش به طور نامحدود کاهش می یابد، با داشتن سیالی با ویسکوزیته بی نهایت در حالت سکون و ویسکوزیته صفر با نزدیک شدن نرخ برش به بی نهایت. اما سیال واقعی هر دو مقدار مینیمم و ماکسیمم مقدار موثر ویسکوزیته را دارد. این مقادیر به شیمی فیزیک در سطح مولکولی بستگی دارد. بنابراین، قانون توان تنها توصیف خوبی از رفتار سیال در محدوده نرخ برشی است که ضرایب برازش شده است. مدل های دیگری وجود دارد که رفتار جریان سیالات وابسته به برش را به نحو بهتری توصیف میکنند اما در این مدل ها ساده سازی های زیادی انجام شده است. بنابراین قانون توان همچنان برای توصیف رفتار سیال، امکان پیش بینی های ریاضی و همبستگی داده های تجربی استفاده می شود.
سیالات قانون توان را می توان بر اساس مقدار شاخص رفتار جریان به سه نوع سیال مختلف تقسیم کرد:
| n  | نوع سیال                   |
| -- | -------------------------- |
| <1 | شبه پلاستیک                |
| 1  | سیال نیوتونی               |
| >1 | دبلاتانت (کمتر شناخته شده) |